# Реальная история Уиннер
«Реальная история Уиннер» (англ. Reality) — художественный фильм американского режиссёра Тины Саттер с Сидни Суини в главной роли. Его премьера состоялась 18 февраля 2023 года на 73-м Берлинском кинофестивале.

## Сюжет
Главная героиня фильма — американская военная переводчица, которая передала СМИ секретные данные о вмешательстве России в выборы президента США 2016 года и за это получила тюремный срок. Тина Саттер написала об этом пьесу, впервые поставленную на сцене в 2019 году, а позднее переработала сюжет для фильма.

## В ролях
- Сидни Суини — Реалити Уиннер
- Джош Хэмилтон — агент Гэррик
- Маршант Дэвис — агент Тейлор

## Премьера и восприятие
Премьера фильма состоялась 18 февраля 2023 года на 73-м Берлинском кинофестивале, в рамках программы «Панорама».
Дэвид Руни из The Hollywood Reporter похвалил фильм, отметив, что «Саттер демонстрирует непоколебимое владение техникой для начинающего кинорежиссёра», и подчеркнув использование крупного плана как прямого перевода сюрреалистического повествования пьесы. Егор Козкин (Film.ru) оценил картину на семь баллов. По его мнению, «Суини выдаёт абсолютно героическую, полную деликатных нюансов и шока работу, на которую едва ли решится другая голливудская инженю. В её руках „Реалити“ трансформируется в напоминание о предательской нестабильности структур, личном иммунитете и борьбе с парализующим страхом».